# Joachim Schwatlo-Gesterding
Joachim Schwatlo-Gesterding (ur. 2 marca 1903 w Stralsundzie, zm. 27 stycznia 1975 w Bonn) – niemiecki generał, uczestnik II wojny światowej.
W armii niemieckiej służył od 1919 roku. Oficerem został w 1922 roku. W czasie II wojny pełnił głównie funkcje oficera sztabowego, dlatego w styczniu 1945 roku powierzono mu funkcję szefa sztabu 17 Armii. Awansowany został do stopnia generała majora. Pod koniec wojny otrzymał dowództwo 253 Dywizji Piechoty. Dowodząc dywizją walczył z Armią Czerwoną od 5 maja 1945 roku do kapitulacji, która miała miejsce w kotle Deutsch-Brot w Czechosłowacji. Z niewoli w ZSRR został zwolniony w 1955 roku.